# La gloria e l'amore
La gloria e l'amore (Tiempos de guerra) è una serie televisiva spagnola ideata da Ramón Campos, Teresa Fernández-Valdés e Gema R. Neira per Antena 3.
La serie è stata trasmessa dal 20 settembre al 20 dicembre 2017.
In Italia, la serie è stata rimontata in otto episodi della durata di 100-105 minuti ciascuno. È andata in onda su Rai Premium dal 7 gennaio al 12 febbraio 2019.

## Trama
Luglio 1921. Il governo spagnolo lotta per mantenere i suoi possedimenti in Nord Africa, nell'area del Rif, dove affronta gruppi nativi (Rifiani) che resistono al dominio del protettorato spagnolo del Marocco. L'avanzata dei ribelli guidati da Abd el-Krim sembra inarrestabile, infliggendo all'esercito spagnolo una dura sconfitta nella decisiva piazza di Annual.
Ufficiali e truppe fuggono terrorizzati in una confusa truppa mentre vengono crivellati dalle popolazioni del Rif. Le vittime dell'esercito spagnolo sono migliaia. Negli ospedali di Melilla, medici e infermieri si dedicano a un unico obiettivo: salvare le vite dei soldati feriti nella parte anteriore.
Per ordine della regina Vittoria Eugenia di Battenberg, la Croce Rossa spagnola inviò un gruppo di infermiere comandate da es:María del Carmen Angoloti y Mesa (1875–1959) Duchessa di Victoria, al fine di installare ospedali del sangue in tutte le aree del conflitto. Nel fervore della battaglia, sono solo i sentimenti che continuano a dare forza e coraggio ai soldati spagnoli.

## Episodi
| Stagione       | Episodi       | Prima TV Spagna | Prima TV Italia |
| -------------- | ------------- | --------------- | --------------- |
| Prima stagione | 13 (8 Italia) | 2017            | 2019            |

## Personaggi e interpreti
- Julia Ballester y Gómez de Rozas, interpretata da Amaia Salamanca, doppiata da Francesca Manicone.
- Fidel Calderón Santacruz, interpretato da Álex García Fernández, doppiato da Marco Vivio.
- Magdalena Medina, interpretata da Anna Moliner, doppiata da Emanuela Damasio.
- Pilar Muñiz de Soraluce, interpretata da Verónica Sánchez, doppiata da Eleonora Reti.
- Luis Garcés, interpretato da Cristóbal Suárez.
- Tenente Andrés Pereda, interpretato da Álex Gadea, doppiato da Gabriele Sabatini.
- Verónica Montellano, interpretata da Alicia Rubio, doppiata da Barbara Pitotti.
- Susana Márquez de la Maza, interpretata da Silvia Alonso, doppiata da Stella Musy.
- Larbi Al Hamza, interpretato da Daniel Lundh.
- Guillermo Sanesteban, interpretato da Federico Pérez Rey.
- Raquel Fuentes, interpretata da Nuria Herrero.
- Capitano Agustín Somarriba, interpretato da Toni Agustí.
- Sottufficiale Dámaso Fuentes, interpretato da Miguel Rellán.
- Duchessa Carmen Angoloti y Mesa, interpretata da Alicia Borrachero, doppiata da Paola Majano.
- Colonnello Vicente Ruíz-Márquez, interpretato da José Sacristán, doppiato da Rodolfo Bianchi.
- Regina Vittoria Eugenia di Battenberg, interpretata da Cuca Escribano.